# Brachoria initialis
Brachoria initialis är en mångfotingart som beskrevs av Chamerlin 1939. Brachoria initialis ingår i släktet Brachoria och familjen Xystodesmidae. Inga underarter finns listade i Catalogue of Life.